# Koceljeva
```
Koceljeva
 (
serbocroat
 
ciríl·lic
: 
Коцељева)
 és un 
municipi
 i 
poble
 pertanyent al 
districte de Mačva
, a l'oest de 
Sèrbia
.
```

El 2011 tenia 13.129 habitants, dels quals 4.182 viuen al poble i la resta a les 16 pedanies del municipi. La majoria de la població es compon ètnicament de serbis (12.107 habitants), però també hi ha una minoria de gitanos (850 habitants).

## Pedanies
Juntament amb Koceljeva, pertanyen a la municipalitat les pedanies següents: 
- Batalage
- Brdarica
- Bresnica
- Galović
- Goločelo
- Gradojević
- Donje Crniljevo
- Draginje
- Družetić
- Zukve
- Kamenica
- Ljutice
- Mali Bošnjak
- Svileuva
- Subotica
- Ćukovine